# 布野村
布野村（ふのそん）は、かつて広島県の北東部に存在した村。双三郡に属した。
市町村制施行（1889年4月1日）当時から115年間単独村政を貫いてきたが、2004年4月1日に三次市と甲奴郡甲奴町、双三郡の全6町村（吉舎・三良坂・三和各町および君田・作木・布野各村）が対等合併して改めて三次市が設置されたことに伴い消滅した。

## 沿革
中心地の上布野は古くから出雲街道沿いの宿場町として栄えてきた。
- 1889年4月1日 市町村制施行。布野村域には当時三次郡布野村が存在するのみであった。
- 1898年10月1日 三谿・三次両郡が統合して双三郡が成立したことに伴い双三郡布野村になる。
- 2004年4月1日 三次市と甲奴郡甲奴町、双三郡の全町村の対等合併による新・三次市成立に伴い、布野村も消滅する。

## 地名の由来
『和名抄』の布努（ふぬ）郷が転訛したものであり、「曲野（くの）」がかわったもので、砂礫の多い原野の意味だと思われる。

## 地理

### 河川（いずれも江の川支流）
- 神野瀬川
- 布野川

### 山
- 冠山（標高843.8m）
- 女亀山（標高830.3m）
- 高山（標高803.2m）
- 湯谷山（標高800m）
- 伊久利山（標高798.9m）
- 川平山（標高788.1m）
- 尻無山（標高740m）
- 明谷山（標高724m）
- 大原山（標高710.3m）
- 大仙（標高707.8m）
- 岩倉山（標高616.8m）
- 仏が峠山（標高616m）
- 吉谷山（標高581m）
- 赤松山（標高577m）
- 多幸太山（標高564.2m）
- 梶谷山（標高501m）
- 高丸山（標高410.8m）
- 風越山（標高382m）
- 戸郷山（標高361.4m）

## 名所・旧跡
- 道の駅ゆめランド布野
- 中村憲吉（アララギ派歌人）生家及び墓所
- フルーツランドふの
- フィッシングガーデン吸谷
- 八千代滝
- 松雲寺五重塔 － 県の重要文化材
- 二反田断層－ 県の天然記念物

## 産業
農業が主力産業である。

## 大字（2004年3月31日当時のデータ）
- 上布野（かみふの）
- 下布野（しもふの）
- 戸河内（とごうち）
- 横谷（よこたに）

## 交通（2004年3月31日当時のデータ）

### 鉄道
村内は通っていない。最寄りは、JR西日本三江線作木口駅。

### 道路
国道
- 国道54号
- 国道184号（村内は全区間国道54号と重用）

主要地方道
- 広島県道62号庄原作木線

一般県道
- 広島県道436号香淀三次線（村内の通過区域は未決定）
- 広島県道437号大津横谷線

## 教育（2004年3月31日当時のデータ）

### 小学校
- 布野村立布野小学校
- 布野村立横谷小学校 - 2006年3月末で廃校になり、三次市立布野小学校に統合。

### 中学校
- 布野村立布野中学校

## 布野村出身の有名人
- 中村憲吉 - アララギ派の歌人。
- 三ッ井権八- 稲生平太郎とともに怪異現象を体験したという（『稲生物怪録』）。

## 備考
- 荷車の歌（昭和34年・映画・山本薩夫監督）